# Rdutów Nowy
Rdutów Nowy – wieś w Polsce położona w województwie wielkopolskim, w powiecie kolskim, w gminie Chodów.
W latach 1975–1998 miejscowość administracyjnie należała do województwa konińskiego.
W miejscowości swoją siedzibę ma zbór Świeckiego Ruchu Misyjnego „Epifania”.